# 柳卓乡
柳卓乡，是中华人民共和国河北省保定市定兴县下辖的一个乡镇级行政单位。

## 行政区划
柳卓乡下辖以下地区：
马村、青中村、东江村、西江村、肖金庄村、受坊庄村、受坊村、东柳卓村、北柳卓村、南连村、中连村和北连村。